# Außerstreitgesetz
Das Außerstreitgesetz (AußStrG) ist das österreichische Gesetz, das die besonderen Vorschriften für Außerstreitverfahren (Verfahren außer Streitsachen) enthält. Es ist neben der Zivilprozessordnung und der Jurisdiktionsnorm die wichtigste Rechtsquelle im Erkenntnisverfahren des Zivilverfahrensrechts. Das Außerstreitverfahren entspricht in etwa der freiwilligen Gerichtsbarkeit in Deutschland.

## Gliederung
- I. Hauptstück: Allgemeine Bestimmungen
  - 1. Abschnitt: Anwendungsbereich und Parteien
  - 2. Abschnitt: Verfahren
  - 3. Abschnitt: Beschlüsse
  - 4. Abschnitt: Rekurs
  - 5. Abschnitt: Revisionsrekurs
  - 6. Abschnitt: Abänderungsantrag
  - 7. Abschnitt: Kostenersatz
  - 8. Abschnitt: Durchsetzung von Entscheidungen
  - 9. Abschnitt:  Parteiantrag auf Prüfung der Gesetzmäßigkeit von Verordnungen und Kundmachungen über die Wiederverlautbarung eines Gesetzes (Staatsvertrages), der Verfassungsmäßigkeit von Gesetzen und der Rechtmäßigkeit von Staatsverträgen
- II. Hauptstück: Verfahren in Ehe-, Kindschafts- und Sachwalterschaftsangelegenheiten
  - 1. Abschnitt: Abstammung
  - 2. Abschnitt: Annahme an Kindes statt
  - 2a. Abschnitt: Anerkennung ausländischer Entscheidungen über die Annahme an Kindes statt
  - 3. Abschnitt: Legitimation durch den Bundespräsidenten (aufgehoben durch BGBl. I Nr. 92/2014)
  - 4. Abschnitt: Eheangelegenheiten
  - 5. Abschnitt: Anerkennung ausländischer Entscheidungen über den Bestand einer Ehe
  - 6. Abschnitt: Unterhalt
  - 7. Abschnitt: Regelung der Obsorge und der persönlichen Kontakte
  - 7a. Abschnitt Verfahren nach dem Haager Kindesentführungsübereinkommen
  - 8. Abschnitt: Vollstreckbarerklärung ausländischer Entscheidungen über die Regelung der Obsorge und das Recht auf persönlichen Verkehr
  - 9. Abschnitt: Erwachsenenschutzverfahren
  - 9a. Abschnitt: Anerkennung, Vollstreckbarerklärung und Vollstreckung ausländischer Entscheidungen zum Schutz der Person oder des Vermögens Erwachsener
  - 10. Abschnitt: Vermögensrechte von Personen unter gesetzlicher Vertretung
  - 11. Abschnitt: Sonstige Bestimmungen
- III. Hauptstück: Verlassenschaftsverfahren
  - 1. Abschnitt: Vorverfahren
  - 2. Abschnitt: Verlassenschaftsabhandlung
  - 3. Abschnitt: Verfahren außerhalb der Abhandlung
- IV. Hauptstück: Beurkundungen
- V. Hauptstück: Freiwillige Feilbietung (aufgehoben durch BGBl. I Nr. 68/2008)
- VI. Hauptstück: Schluss- und Übergangsbestimmungen

## Rezeption
Am 1. Januar 2011 wurde eine modifizierte Fassung des österreichischen Außerstreitgesetz im Fürstentum Liechtenstein in Kraft gesetzt (Gesetz vom 25. November 2010 über das gerichtliche Verfahren in Rechtsangelegenheiten außer Streitsachen. Kurztitel: Ausserstreitgesetz; Abkürzung: AussStrG. Publiziert in LGBl 454/2010).